# Ligne Keikyū Daishi
La ligne Keikyū Daishi (京急大師線, Keikyū Daishi-sen) est une courte ligne ferroviaire de la compagnie privée Keikyū, à Kawasaki dans la préfecture de Kanagawa au Japon. Elle relie la gare de Keikyū Kawasaki à celle de Kojimashinden. Cette ligne est une branche de la ligne principale Keikyū.

## Histoire
Le 14 mars 2020, la gare de Sangyō-Dōro est renommée Daishibashi.

## Caractéristiques

### Ligne
- Longueur : 4,5 km
- Écartement : 1 435 mm
- Alimentation : 1 500 Vcc par caténaire
- Nombre de voies : double voie

### Services
La ligne est parcourue uniquement par des trains omnibus.

### Liste des gares
La ligne comporte 7 gares, identifiées de KK20 à KK26.
| Numéro | Gare                 | Nom japonais | Distance (km) | Correspondances | Ville    |
| ------ | -------------------- | ------------ | ------------- | --------------- | -------- |
|        | Keikyū Kawasaki      | 京急川崎     | 0             | Keikyū : Keikyū | Kawasaki |
|        | Minatochō            | 港町         | 1,2           |                 | Kawasaki |
|        | Suzukichō            | 鈴木町       | 2,0           |                 | Kawasaki |
|        | Kawasaki-Daishi (ja) | 川崎大師     | 2,5           |                 | Kawasaki |
|        | Higashi-Monzen       | 東門前       | 3,2           |                 | Kawasaki |
|        | Daishibashi          | 大師橋       | 3,8           |                 | Kawasaki |
|        | Kojimashinden        | 小島新田     | 4,5           |                 | Kawasaki |